# Peter Gillies
Peter Gillies (* 29. Mai 1939 in Berlin) ist ein deutscher Wirtschaftsjournalist. Er war Chefredakteur der Tageszeitung Die Welt.

## Leben
Peter Gillies absolvierte nach einer Lehre zum Bankkaufmann und einer Banktätigkeit von 1962 bis 1966 ein Studium der Betriebswirtschaftslehre an der Freien Universität Berlin, das er als Diplom-Kaufmann beendete. Er ging zum Axel Springer-Konzern und volontierte zunächst bei der Welt in Hamburg. Ab 1967 arbeitete er als Wirtschaftskorrespondent in Berlin und war Leiter des Büros in Bonn. 1981 wurde er stellvertretender Chefredakteur und 1985 Chefredakteur der Welt (bis 1988). 1989 wurde er an der Justus-Liebig-Universität Gießen mit der Dissertation Wirtschaftsjournalismus im Umbruch. Anforderungsprofil und Qualifizierung im Wandel zum Dr. rer. pol. promoviert. Von 1992 bis 1995 war er erneut Chefredakteur. Seitdem arbeitet er als freier Journalist.

## Schriften (Auswahl)
- mit Roland Berger: Schubkräfte. Das neue deutsche Wirtschaftswunder und seine Macher. Econ Verlag, Düsseldorf u. a. 1994, ISBN 3-612-26079-0. (Lizenz der Ed. Ferenczy bei Bruckmann)
- mit Daniel Koerfer, Udo Hengst: Ludwig Ehrhard. Be.bra-Verlag wissenschaft, Berlin 2010, ISBN 978-3-937233-65-9.

## Auszeichnungen
- 1975: Theodor-Wolff-Preis
- 1981: Josef-Humar-Preis
- 1983: Ludwig-Erhard-Preis für Wirtschaftspublizistik
- 1987: Bundesverdienstkreuz
- 1990: Wilhelm von Humboldt-Medaille
- 1990: Karl-Bräuer-Preis
- 1996: Informedia-Preis für Wirtschaftsjournalismus
- 1996: Rudolf von Gneist-Ehrengabe
- 1999: Bundesverdienstkreuz 1. Klasse